# Lepidobolus deserti
Lepidobolus deserti là một loài thực vật có hoa trong họ Restionaceae. Loài này được Gilg ex Diels & Pritz. mô tả khoa học đầu tiên năm 1904.